# 努贡寺
努贡寺，位于西藏自治区日喀则市萨嘎县，是一座藏传佛教宁玛派寺院。

## 简介
努贡寺位于西藏自治区日喀则市萨嘎县，坐落在县城东南部，距离县城104公里，创建于1182年，为藏传佛教宁玛派寺院。
2013年，萨嘎县人民政府对萨嘎县雄如乡布扎寺、库郁寺、努贡寺、土庆寺公路工程项目进行招标。